# Karakašica
Karakašica és un poble del municipi de Sinj (comtat de Split-Dalmàcia, Croàcia). El 2001 tenia 705 habitants.